# (15462) Stumegan
(15462) Stumegan est un astéroïde de la ceinture principale.

## Description
(15462) Stumegan est un astéroïde de la ceinture principale. Il fut découvert le 8 janvier 1999 à Kitt Peak par le projet Spacewatch. Il présente une orbite caractérisée par un demi-grand axe de 2,85 UA, une excentricité de 0,04 et une inclinaison de 1,1° par rapport à l'écliptique.

## Compléments